# Stachelsporige Mäandertrüffel
Die Stachelsporige Mäandertrüffel, Weiße oder Deutsche Trüffel (Choiromyces maeandriformis oder C. venosus) ist eine Pilzart aus der Gattung der Mäandertrüffeln (Choiromyces).

## Merkmale
Die Stachelsporige Mäandertrüffel bildet unregelmäßig kugelig-knollige Fruchtkörper mit unebener höckerig-faltiger Oberfläche, die 4–12 Zentimeter breit werden können und äußerlich einer Kartoffelknolle ähneln. Die Farbe der Fruchtkörper ist zunächst grauweiß und ändert sich bei älteren Pilzen zu lehmfarben bis ockergrau. Die festige, kernige Fruchtmasse ist weißlich und von schmalen, bandartigen, verzweigten Strängen durchzogen, die zur Namensgebung führten. Der Geruch der Stachelsporigen Mäandertrüffel ist eigentümlich aromatisch (nach gekochtem Mais), im Alter knoblauchartig und widerlich. Die Fruchtkörper sind zunächst unterirdisch wachsend, der Scheitel reifer Fruchtkörper schaut aus der Erde. Die Sporen der Art sind kugelig mit einem Durchmesser von 15 bis 20 Mikrometer, charakteristisch sind die 3–5 Mikrometer langen Stacheln auf den Sporen.

## Ökologie
Die Stachelsporige Mäandertrüffel ist ein Mykorrhizapilz, der auf basischen lehmigen Böden in wärmebegünstigten Laub- und Nadelwäldern wächst, besonders unter Rotbuchen. Die Fruchtkörper erscheinen in Mitteleuropa von Juli bis Oktober. Sie kommt in Deutschland vom Voralpenland bis zu den Mittelgebirgen vor, fehlt aber im norddeutschen Flachland.

## Bedeutung
Die Stachelsporige Mäandertrüffel ist essbar, roh allerdings wie viele Pilze giftig. Aufgrund ihrer Seltenheit (Kategorie 2 in der Roten Liste von 1992) sollte sie geschont werden. Die Art wurde 2001 von der Deutschen Gesellschaft für Mykologie zum Pilz des Jahres gewählt, um auf die Vielzahl unterirdisch wachsender Pilze aufmerksam zu machen.